# NGC 7041
NGC 7041 (również PGC 66463) – galaktyka eliptyczna (E-S0), znajdująca się w gwiazdozbiorze Indianina. Odkrył ją John Herschel 7 lipca 1834 roku.